# Sosana Bujobza
Sosana Bujobza (hebreo, בוקובזה שושנה , Sfax, 2 de marzo de 1959) es una escritora israelí. 
Nacida en Túnez, emigró con su familia a Israel cuando tenía 17 años, allí estudió matemática.
Recibió el Prix Méditerranée con Un été à Jérusalem y fue finalista del Premio Fémina en 1987 con Le Cri. 